# Major Indoor Soccer League
Major Indoor Soccer League, известная в последние два сезона как Major Soccer League — бывшая футбольная лига США по шоуболу, существовавшая с 1978 по 1992 год. После того, как в 1984 году была расформирована Североамериканская футбольная лига (NASL), MISL стала первым дивизионом футбольной лиги США. После того, как лига была расформирована в 1992 году, оставшиеся команды присоединились к Национальной профессиональной футбольной лиге. Другие команды помогли основать Континентальную лигу мини-футбола.
В течение двух недель в 1986 году игроки столкнулись с несостыковками в рамках трудового законодательства (локаут).
MISL была одной из немногих «неосновных» (NFL, NBA, MLB, NHL) лиг, по мотивам которых были созданы видеоигры. MISL Soccer вышла в 1988 году на Commodore 64.

## Возрождение
В 2001 году лига была возрождена и существовала до мая 2008 года, после чего распалась. В этой версии лиги, помимо американских команд, также участвовали две команды из города Монтеррей, Мексика. Всего в лиге принимало участие 16 команд. С 2006 по 2008 год матчи лиги транслировались по кабельному телевидению.
В сентябре 2008 года пять команд решили возродить соревнование и организовали лигу под названием National Indoor Soccer League. В следующем году организация выкупила права на название Major Indoor Soccer League. Эта, теперь уже третья, реинкарнация лиги существует по сей день. На настоящее время в ней участвуют семь команд.